# Tandjilé
Tandjilé is een van de 18 regio’s van Tsjaad. De hoofdstad is Laï.

## Geografie
Tandjilé ligt in het zuiden van het land en heeft een oppervlakte van 18.045 km². 
De regio is onderverdeeld in twee departementen: Tandjilé Est en Tandjilé Ouest. 

## Bevolking
Er leven ruim 458.000 mensen (in 1993) in de regio, waarvan 443.000 sedentair en 15.000 nomadisch.
De voornaamste etnische volkeren zijn de Marba (19.85%), de Nangtchéré (13.62%), de Lélé (13.93%), de Ngambay (12.62%) en de Gabri (10.61%).
Regio's: Batha · Borkou-Ennedi-Tibesti · Chari-Baguirmi · Guéra · Hadjer-Lamis · Kanem · Lac · Logone Occidental · Logone Oriental · Mandoul · Mayo-Kebbi Est · Mayo-Kebbi Ouest · Moyen-Chari · Ouaddaï · Salamat · Tandjilé · Wadi Fira

Stad: Ndjamena